# After the Fall (Keith Jarrett)
After the Fall è un album dal vivo del pianista Keith Jarrett, pubblicato nel 2018 ma registrato nel 1998.

## Tracce

### Disco 1
1. The Masquerade Is Over – 15:49 (Herb Magidson, Allie Wrubel)
2. Scrapple from the Apple – 8:46 (Charlie Parker)
3. Old Folks – 9:23 (Dedette Lee Hill, Willard Robison)
4. Autumn Leaves – 13:17 (Joseph Kosma, Johnny Mercer, Jacques Prévert)

### Disco 2
1. Bouncin' with Bud – 10:01 (Bud Powell, Walter Fuller)
2. Doxy – 8:47 (Sonny Rollins)
3. I'll See You Again – 7:48 (Noël Coward)
4. Late Lament – 4:58 (Paul Desmond)
5. One for Majid – 6:47 (Pete La Roca)
6. Santa Claus Is Coming to Town – 7:47 (Haven Gillespie, John Frederick Coots)
7. Moment's Notice – 6:41 (John Coltrane)
8. When I Fall in Love – 5:35 (Edward Heyman, Victor Young)